# Nemours
Nemours [nemúr] je město ve Francii v regionu Île-de-France, département Seine-et-Marne. Leží na řece Loing a na souběžném kanálu téhož jména, na trati Paříž – Lyon asi 17 km jižně od Fontainebleau a 80 km jihovýchodně od Paříže. Město má malebné jádro, hrad, radnici a kostel na břehu řeky a vešlo do historie jako sídlo vévodů z Nemours.

## Historie
Místo bylo osídleno už na počátku letopočtu Galy a Římany, ve 12. století zde vznikl  hrad a kostel a roku 1404 povýšil král zdejší panství na vévodství. V 15. století byl kostel přestavěn do současné podoby a roku 1666 koupil panství král Ludvík XIV. Věnoval 
je 1672 svému bratru Filipovi Orleánskému a titul vévody a vévodkyně z Nemours se stal vedlejším titulem vévodů z Orléans.

## Pamětihodnosti
- Středověký hrad na obdélníkovém půdorysu se čtyřmi válcovými věžemi v rozích, uvnitř je archeologické muzeum
- Radnice, dříve klášterní škola a špitál pro chudé, postavena podle plánů dvorního architekta J.-H. Mansarta
- Kostel svatého Jana Křtitele, trojlodní gotická stavba s vysokou věží v ose průčelí a s cenným zařízením
- Kamenný most z let 1795-1804

### Galerie

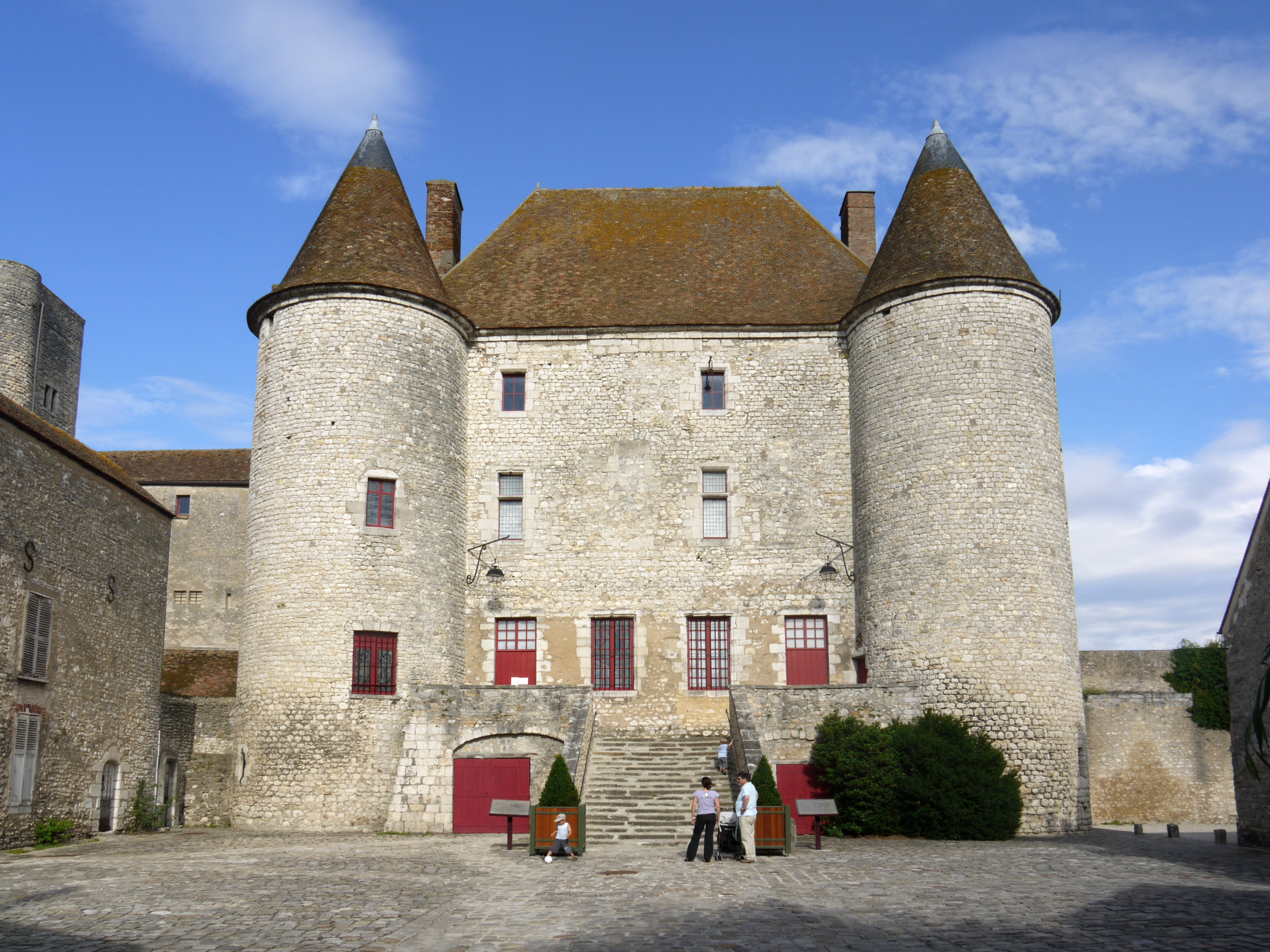
Hrad
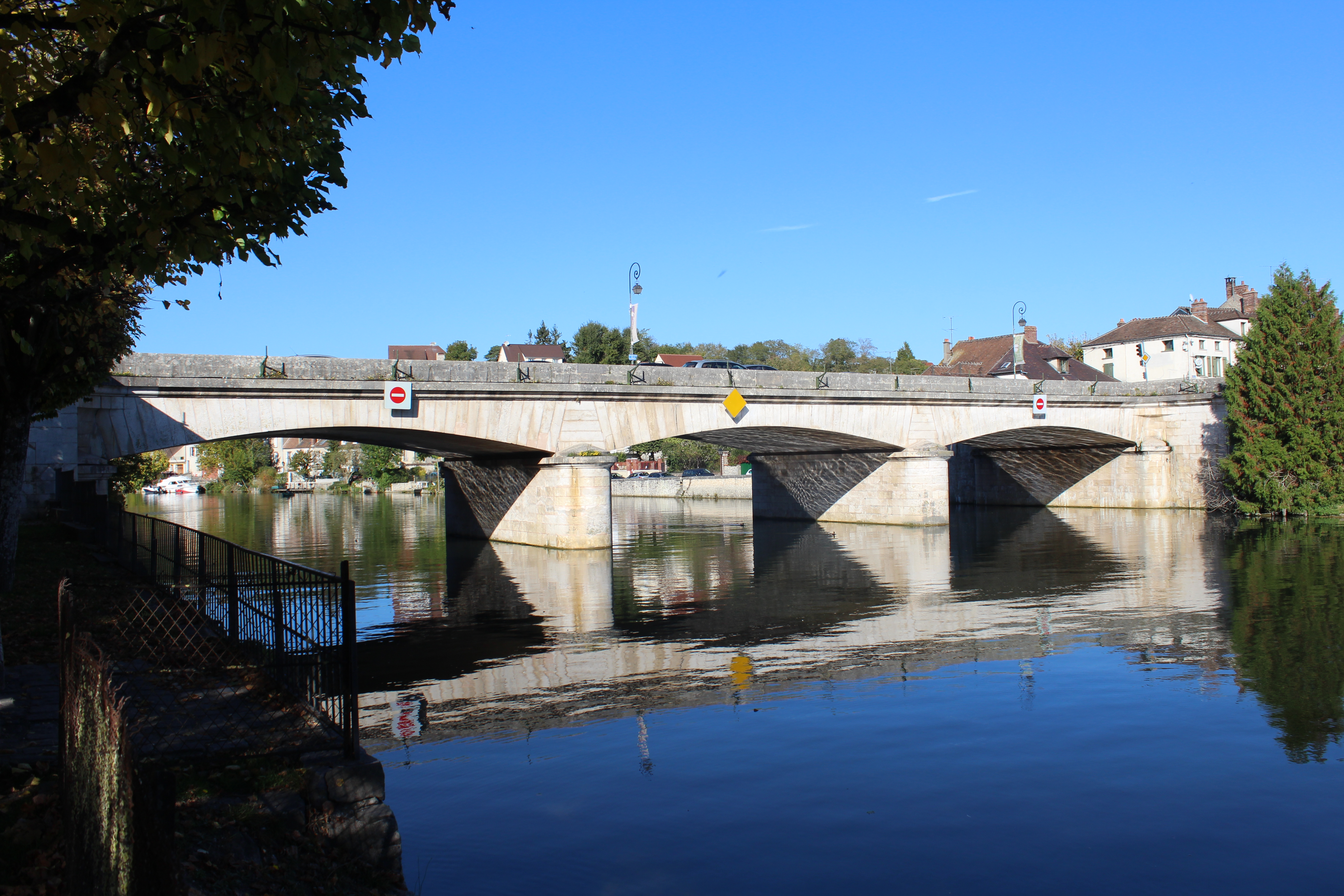
Kamenný most
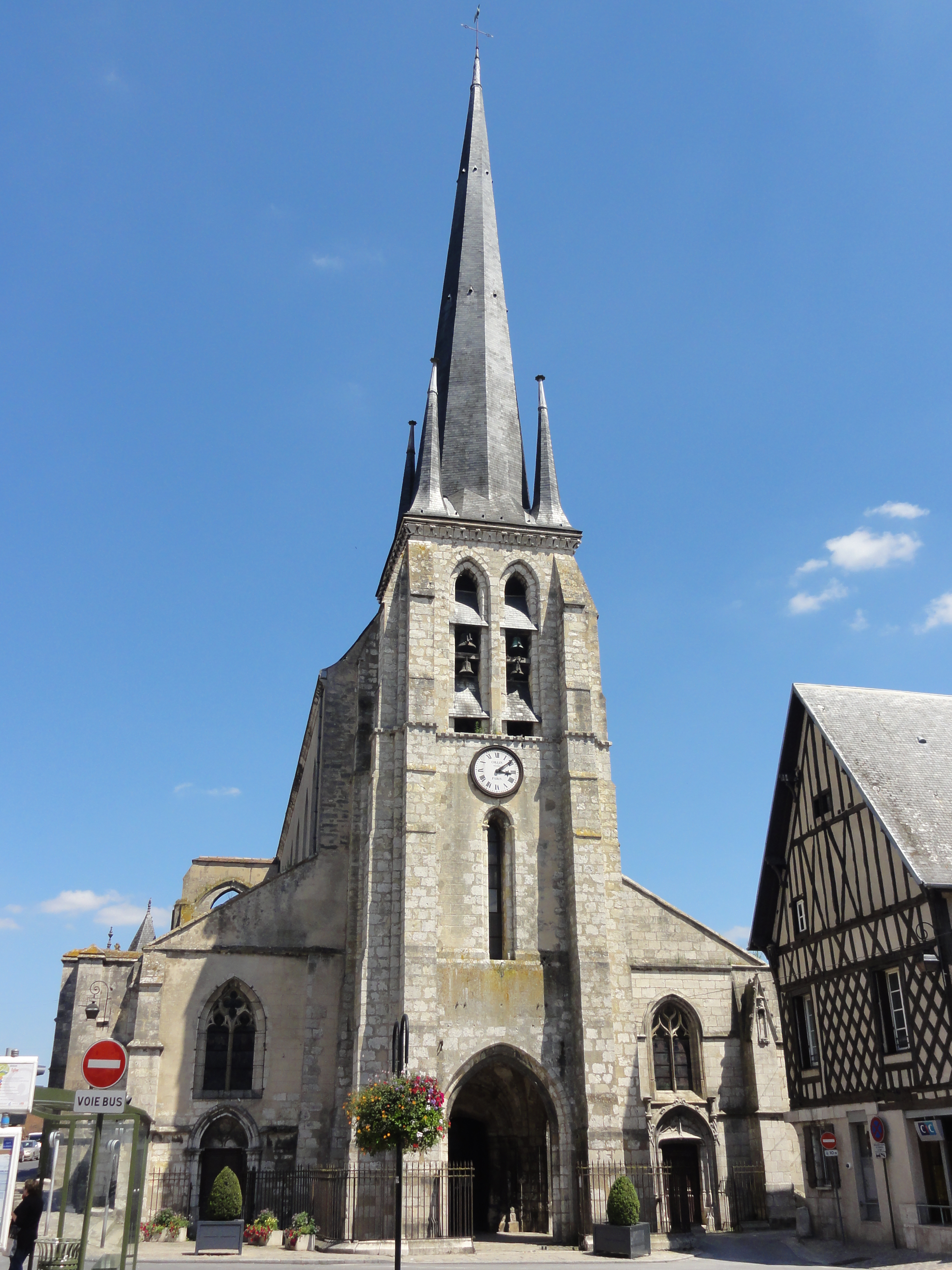
Kostel od západu
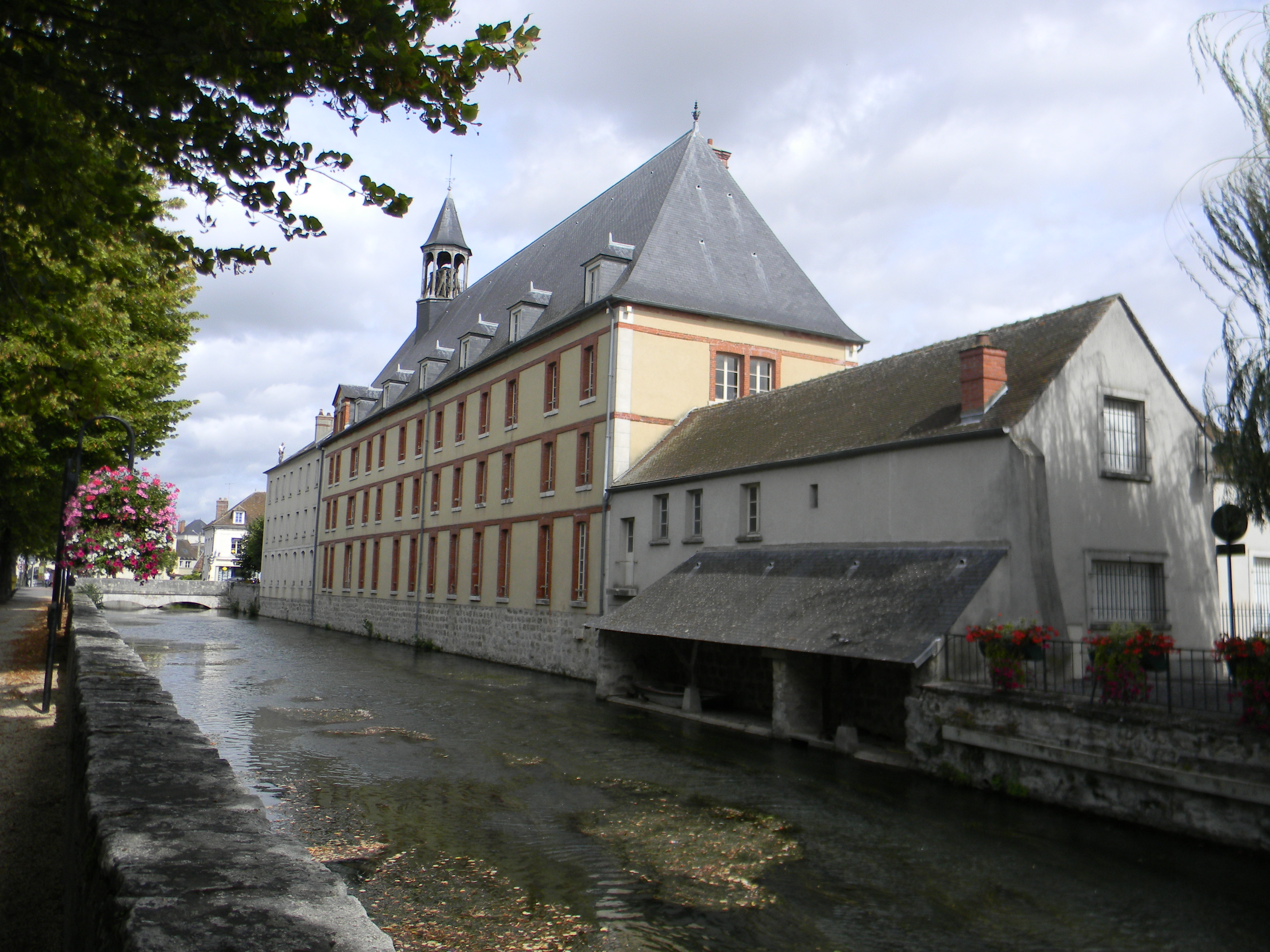
Špitál, později radnice

## Rodáci
- Étienne Bézout (1730–1783), matematik
- Pierre Berthier (1782-1861), geolog a důlní inženýr
- Philippe Petit (* 1949), provazochodec

Eleuthère Irénée du Pont, syn nemourského poslance, který se 1789 vystěhoval do USA, založil roku 1802 chemickou firmu DuPont de Nemours.